# Bosra
Bosra, Bostra (arab. ‏بصرى الشام‎, Busra asz-Szam) – miasto w południowej Syrii, 140 km na południe od Damaszku.

## Historia
Prawdopodobnie starożytna Bosorra, miasto zdobyte i spalone w 163 p.n.e. przez Judę Machabeusza. Odbudowane przez Nabatejczyków przed I wiekiem p.n.e. Było głównym ośrodkiem kultu ich głównego bóstwa Duszary – do III wieku organizowano tam co cztery lata igrzyska zwane Actia Dusaria.
W 106 roku Rzymianie wcielając nabatejskie królestwo do Cesarstwa zajęli też Bosrę, przemianowując ją na cześć ówczesnego cesarza na łac. Nova Traiana Bostra (gr. Νεα Τραιανης Βόστρα). Za czasów rzymskich miasto rozkwitało dzięki uzyskaniu statusu stolicy prowincji Arabia – zbudowano wówczas wiele monumentalnych budowli, w tym okazały teatr. Było miejscem stacjonowania III legionu z Cyrenajki. Jest prawdopodobne, że ok. 200 roku odwiedził je cesarz Septymiusz Sewer wraz z małżonką.
Aleksander Sewer nadał Bostrze rangę kolonii z oficjalną nazwą Colonia Bostra Nea Traiana Alexandrianae; Filip Arab nadał jej tytuł metropolii, tj. najważniejszego miasta regionu. Znaczenie jego podkreślało również prawo bicia własnej monety rozmiennej (od panowania Trajana aż do roku 251).
W okresie wczesnego chrześcijaństwa Bosra była stolicą biskupstwa, a później także siedzibą metropolity.
Po przejściu pod władzę muzułmanów nadal pełniła funkcję centrum administracyjnego i była ważnym punktem postojowym na trasie karawan z Damaszku do Mekki. W 1147 i 1151 miasto było oblegane przez wojska władcy Królestwa Jerozolimskiego Baldwina III, nie zostało jednak zdobyte. W 1260 zdobyli je i spustoszyli Mongołowie. Od XV wieku, już w granicach państwa Osmanów, miasto zaczęło pustoszeć. Ponownie zasiedlone zostało w XIX wieku przez uchodzących z Libanu druzów.

## Zabytki
Najważniejsze zabytki Bosry pochodzą zarówno z okresu rzymskiego, jak i chrześcijańskiego oraz islamskiego. Jedyną konstrukcją z czasów nabatejskich jest brama na osi głównej ulicy, zdobiona kapitelami pseudokorynckimi, typowymi dla ówczesnej sztuki Nabatejczyków.

### Teatr
Najważniejszą z antycznych budowli jest jeden z największych i najlepiej zachowanych teatrów rzymskich pochodzący z II wieku n.e. i obliczony na 15 tys. widzów. W jego wielkiej półokrągłej widowni (cavea) zachowało się 35 stopni (rzędów) podzielonych przejściami poziomymi i pionowymi, i wzniesionych w całości na sklepionych podwalinach piętrowych. Dwupiętrowa scena tworzy fasadę zbliżoną do kompozycji znanych ze skał Petry, ale od nich późniejszą. Choć imponujący wyglądem, teatr ten nie różni się od innych z epoki cesarstwa, stanowiąc kopię już ukształtowanego typu.
Za czasów Omajjadów i Abbasydów otoczono go umocnieniami, a później za Fatymidów w 1089 roku został zamieniony w twierdzę, po której pozostała m.in. najstarsza zachowana średniowieczna wieża. Odrestaurowany i przystosowany do współczesnych inscenizacji.

### Inne
Dawną arterię miasta prezentuje odsłonięta na całej długości monumentalna ulica kolumnowa z nienaruszonym brukiem oraz z dobrze zachowanymi podziemnymi galeriami i magazynami. Trójprzelotowy łuk otwiera ciąg innej ulicy, prowadzącej do teatru. Jedno ze skrzyżowań zdobi narożna eksedra z fontanną, gdzie przetrwały 14-metrowe kolumny. Naprzeciw usytuowana jest szczególna budowla (zwana „kalybe”), stanowiąca rozległe otwarte podium z absydą, przeznaczone najpewniej na posągi.
Inne zachowane zabytki to bramy oraz rzymskie łaźnie. Z czasów chrześcijaństwa zachowały się pozostałości katedry i bazyliki nazywanej „kościołem Bahiry” (był to nestoriański mnich, który spotkał proroka Mahometa, gdy ten miał 12 lat, i przepowiedział mu przyszłość).
Na północ od twierdzy położone jest miasto wzniesione na ruinach i wokół fragmentów dawnych rzymskich budowli (podstawowym budulcem są czarne bloki bazaltowe). W Bosrze znajduje się również XII-wieczny meczet Omara (wykorzystywany obecnie).